# Coștiugeni, Botoșani
Coștiugeni este un sat în comuna Albești din județul Botoșani, Moldova, România.